# Cathilaria rigidae
Cathilaria rigidae är en stekelart som beskrevs av Zerova 1999. Cathilaria rigidae ingår i släktet Cathilaria och familjen kragglanssteklar. Inga underarter finns listade.